# Dmitry Monakov
Dmitry Vitalyevich Monakov (en ukrainien : Дмитро Віталійович Монаков, et en russe : Дмитрий Витальевич Монаков), né le 17 février 1963 à Kiev et mort le 21 novembre 2007 dans la même ville, était un tireur sportif ukrainien.
Aux Jeux olympiques de Séoul, en 1988, le tchécoslovaque Miloslav Bednařik et lui se livrent un duel acharné lors de l'épreuve de la fosse olympique. Les deux hommes terminent à égalité de points, ce qui impose un barrage. Après sept tirs, la situation est inchangée. Mais Bednařik manque son huitième titre, laissant le titre à Monakov, pour le compte de l'URSS. Présent à Atlanta en 1996 sous les couleurs de l'Ukraine, ce dernier n'obtiendra qu'une modeste quarante-cinquième place, alors qu'il avait remporté le championnat du monde organisé deux ans plus tôt.
Monakov a également été champion du monde en 1987 et d'Europe en 1988.
Diplômé de l'Institut de culture physique de Kiev, Dmitry Monakov a ensuite mené une carrière d'entraîneur. Parmi ses élèves a figuré la championne du monde Victoria Chuyko.
Il a succombé à une thrombose en 2007. Une plaque a été apposée sur la maison familiale, à Kiev, et une compétition de tir est organisée chaque année en son honneur.